# Finale de la Ligue des champions de l'UEFA 2013-2014
La finale de la Ligue des champions de l'UEFA 2013-2014 est la cinquante-neuvième finale de la Ligue des champions de l'UEFA. Disputée le 24 mai 2014 à l'Estádio da Luz de Lisbonne, elle oppose les deux clubs espagnols et madrilènes de l’Atlético de Madrid et du Real Madrid qui ont respectivement éliminé en demi-finale Chelsea et le Bayern Munich.  C'est la première fois que deux clubs d'une même ville s'affrontent en finale de Ligue des champions.

## Parcours des finalistes
Les deux équipes, ayant terminé respectivement deuxième et troisième du championnat espagnol 2012-2013, ont fait leur entrée dans la compétition directement en phase de groupes.
Les groupes ont été établis sous la forme d'un double tournoi toutes rondes de huit groupes de quatre équipes, les deux premiers de chaque groupe se qualifiant pour les phases éliminatoires. Les matchs de qualification ont été basés sur des matches aller et retour (domicile et extérieur), avec la règle des buts marqués à l'extérieur, ainsi que le temps supplémentaires en cas d'égalité et les tirs au but si nécessaire.
Note : dans les résultats ci-dessous, le score du finaliste est toujours donné en premier (D : domicile ; E : extérieur).
| Rang | Équipe         | Pts | J | G | N | P | Bp | Bc | Diff |
| ---- | -------------- | --- | - | - | - | - | -- | -- | ---- |
| 1    | Real Madrid    | 16  | 6 | 5 | 1 | 0 | 20 | 5  | +15  |
| 2    | Galatasaray SK | 7   | 6 | 2 | 1 | 3 | 8  | 14 | -6   |
| 3    | Juventus       | 6   | 6 | 1 | 3 | 2 | 9  | 9  | 0    |
| 4    | FC Copenhague  | 4   | 6 | 1 | 1 | 4 | 4  | 13 | -9   |

| Rang | Équipe                   | Pts | J | G | N | P | Bp | Bc | Diff |
| ---- | ------------------------ | --- | - | - | - | - | -- | -- | ---- |
| 1    | Atlético Madrid          | 16  | 6 | 5 | 1 | 0 | 15 | 3  | +12  |
| 2    | Zénith Saint-Pétersbourg | 6   | 6 | 1 | 3 | 2 | 5  | 9  | -4   |
| 3    | FC Porto                 | 5   | 6 | 1 | 2 | 3 | 4  | 7  | -3   |
| 4    | Austria Vienne           | 5   | 6 | 1 | 2 | 3 | 5  | 10 | -5   |

## Feuille de match
| Finale                  | Real Madrid                                                         | 4 - 1 ap | Atlético Madrid | Estádio da Luz, Lisbonne                       |                                                |
| 24 mai 2014 20h45 (HEC) | Sergio Ramos 90+3e · Bale 110e · Marcelo 118e · Ronaldo 120e (pen.) | (0 - 1)  | Godín 36e       | Spectateurs : 60 976 Arbitrage : Björn Kuipers | Spectateurs : 60 976 Arbitrage : Björn Kuipers |
| 24 mai 2014 20h45 (HEC) | Rapport                                                             |          |                 | Spectateurs : 60 976 Arbitrage : Björn Kuipers | Spectateurs : 60 976 Arbitrage : Björn Kuipers |

| Real Madrid | Atlético Madrid |

| G               | 1  | Iker Casillas      |        |     |
| D               | 15 | Daniel Carvajal    |        |     |
| D               | 4  | Sergio Ramos       | 27e    |     |
| D               | 2  | Raphaël Varane     | 120+3e |     |
| D               | 5  | Fábio Coentrão     |        | 59e |
| M               | 19 | Luka Modrić        |        |     |
| M               | 6  | Sami Khedira       | 45+1e  | 59e |
| M               | 22 | Ángel Di María     |        |     |
| A               | 11 | Gareth Bale        |        |     |
| A               | 9  | Karim Benzema      |        | 79e |
| A               | 7  | Cristiano Ronaldo  | 120+1e |     |
|                 |    |                    |        |     |
| Remplaçants :   |    |                    |        |     |
| G               | 25 | Diego López        |        |     |
| D               | 3  | Pepe               |        |     |
| M               | 12 | Marcelo            | 118e   | 59e |
| M               | 17 | Álvaro Arbeloa     |        |     |
| M               | 23 | Isco               |        | 59e |
| M               | 24 | Asier Illarramendi |        |     |
| A               | 21 | Álvaro Morata      |        | 79e |
|                 |    |                    |        |     |
| Entraîneur :    |    |                    |        |     |
| Carlo Ancelotti |    |                    |        |     |

| G                    | 13 | Thibaut Courtois0  |          |     |
| D                    | 20 | Juanfran           | 74e      |     |
| D                    | 23 | Miranda            | 53e      |     |
| D                    | 2  | Diego Godín        | 36e 120e |     |
| D                    | 3  | Filipe Luís        |          | 83e |
| M                    | 8  | Raúl García        | 27e      | 66e |
| M                    | 5  | Tiago              |          |     |
| M                    | 14 | Gabi               | 100e     |     |
| M                    | 25 | Koke               | 86e      |     |
| M                    | 19 | Diego Costa        |          | 9e  |
| A                    | 9  | David Villa        | 72e      |     |
|                      |    |                    |          |     |
| Remplaçants :        |    |                    |          |     |
| G                    | 1  | Daniel Aranzubia   |          |     |
| D                    | 12 | Toby Alderweireld  |          | 83e |
| M                    | 4  | Mario Suárez       |          |     |
| M                    | 11 | Cristian Rodríguez |          |     |
| M                    | 24 | José Ernesto Sosa  |          | 66e |
| A                    | 14 | Diego              |          |     |
| A                    | 33 | Adrián López       |          | 9e  |
|                      |    |                    |          |     |
| Entraîneur :         |    |                    |          |     |
| Diego Simeone 120+3e |    |                    |          |     |